# Günther Fischer

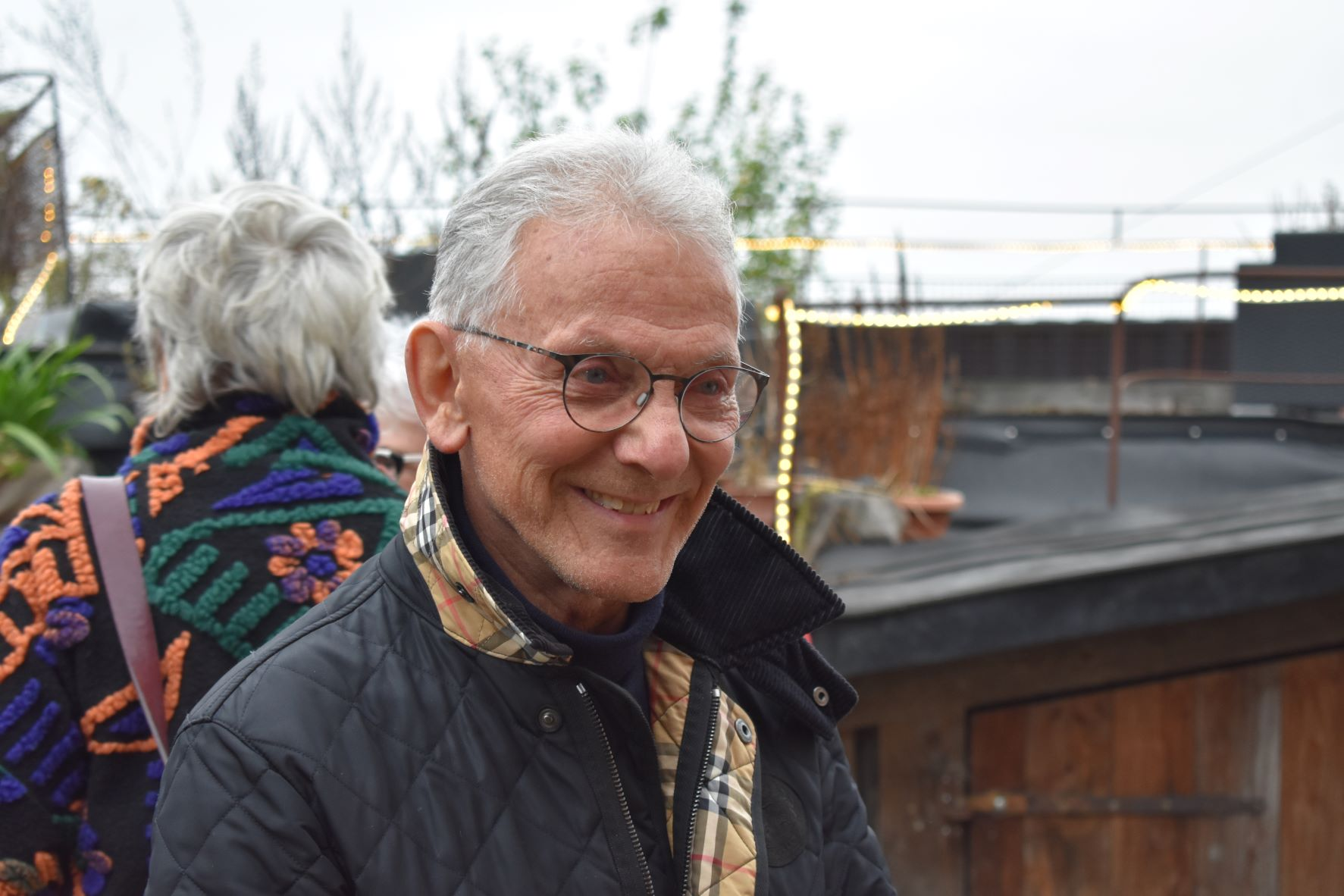

Günther Fischer (Teplitz-Schönau, 23 giugno 1944) è un compositore, direttore d'orchestra, sassofonista e pianista jazz tedesco.

## Biografia
Dopo aver preso lezioni di violino e pianoforte fin da tenera età, ha studiato al Robert-Schumann-Konservatorium di Zwickau e in seguito al Hochschule für Musik Hanns Eisler di Berlino. Ha iniziato la sua carriera nel 1967 come musicista da camera, esibendosi con un proprio quartetto, diventato successivamente un quintetto.
Ha composto musiche per opere teatrali, balletti, documentari, film, pubblicità, e ha scritto alcuni musical; a partire dalla fine degli anni '80 si è dedicato prevalentemente alla composizione di colonne sonore per la televisione tedesca.

## Discografia
- 1969: Lenz für Fenz (Amiga)
- 1970: Es war nur ein Moment (Manfred Krug; Amiga)
- 1971: Günther-Fischer-Quintett And Uschi Brüning (Amiga)
- 1972: Ein Hauch von Frühling (Manfred Krug; Amiga)
- 1973: Greens (Manfred Krug; Amiga)
- 1974: Günther-Fischer-Quintett and Uschi Brüning And Sinphonic Orchestra (Amiga)
- 1976: Du bist heute wie neu (Manfred Krug; Amiga)
- 1977: Liebeserklärung an Berlin (Veronika Fischer; Amiga)
- 1978: Kombination (Quintett) (Amiga)
- 1979: Schöner Gigolo, Armer Gigolo (Original Soundtrack; Amiga)
- 1979: Komm in den Park von Sanssouci (Dagmar Koller; Amiga)
- 1980: Film-Music (Amiga)
- 1981: Lieder von drüben (Intercord)
- 1984: Seitensprung (Eberhard Büchner, Deutsche Staatsoper Berlin; Amiga)
- 1984: Nightkill (Günther Fischer-Sound-Tracks; Amiga)
- 1984: Jazz-Jamboree (Muza)
- 1988: Traumvisionen (Musi Caudio)
- 1989: All Way’s Kaputt (Musi Caudio)
- 1990: Streets of Berlin (Musi Caudio)
- 1993: Marilyn-Musical (Günther Fischer, Max Beinemann; Edel)
- 1994: Tödliches Geld (Sound-Track) (BMG)
- 2000: The New Adventures Of Pinocchio (erschienen in den USA)
- 2001: Jazz (Günther Fischer & Tom O’Hare)
- 2007: Günther Fischer (Gesamtwerke) (Sony BMG)
- 2015: Günther Fischer & Weimarer Staatskapelle – Live in Weimar (Edel)